# Centrum Wyszkolenia Lotnictwa nr 2
Centrum Wyszkolenia Lotnictwa nr 2 (CWL nr 2) – centrum szkolenia kandydatów na podoficerów lotnictwa Wojska Polskiego. 

## Historia
W lutym 1929 z połączenia Centralnej Szkoły Mechaników Lotniczych i Centralnej Szkoły Podoficerów Pilotów Lotnictwa w Bydgoszczy zostało utworzone Centrum Wyszkolenia Podoficerów Lotnictwa. W skład jednostki wchodziły:
- Centralna Szkoła Mechaników Lotniczych, od połowy 1929 – Szkoła Podoficerów Mechaników Lotniczych (SPML); szkoliła podoficerów personelu technicznego lotnictwa wojskowego
- Centralna Szkoła Podoficerów Pilotów Lotnictwa, od połowy 1929 – Szkoła Podoficerów Pilotów Lotnictwa (SPPL); szkoliła w pilotażu podoficerów i szeregowych rezerwy

Początkowo funkcję w/z komendanta CWPL pełnił mjr pil. inż. Franciszek Rudnicki, a od 31 maja 1929 przybyły z 4 Pułku Lotniczego mjr. pil. Tadeusz Prauss. W tym czasie mjr pil. inż Franciszek Rudnicki został komendantem Szkoły Podoficerów Mechaników Lotniczych, kpt. pil. Tadeusz Jarina – szefem pilotażu CWPL. 
7 sierpnia 1930 w ramach CWPL przystąpiono do organizacji Szkoły Podoficerów Lotnictwa dla Małoletnich (SPLdM). W marcu i kwietniu 1932 dokonano reorganizacji jednostki. Większość kadry oficerskiej Szkoły Podoficerów Pilotów Lotnictwa (SPPL) przeniesiono do różnych pułków lotniczych oraz do Lotniczej Szkoły Strzelania i Bombardowania w Grudziądzu (LSSiB). Natomiast na podstawie rozkazu Departamentu Aeronautyki Ministerstwa Spraw Wojskowych z 29 marca 1933, przeniesiono eskadrę szkolną i eskadrę ćwiczebną Szkoły Podoficerów Pilotów do Grudziądza (LSSiB) oraz zlikwidowano eskadrę szkolną Szkoły Podoficerów Mechaników Lotniczych. W wyniku tych przekształceń w strukturze CWPL pozostały: Szkoła Podoficerów Specjalistów Lotnictwa, Szkoła Podoficerów Lotnictwa dla Małoletnich oraz Szkoła Podchorążych Lotnictwa - Grupa Techniczna (w 1936 przeniesiona do Warszawy).
W latach 1930–1932 w CWPL kurs praktyczny pilotażu ukończyło 130 podoficerów.
1 października 1934 na podstawie rozkazu I wiceministra spraw wojskowych centrum zostało przemianowane na Centrum Wyszkolenia Technicznego Lotnictwa. W strukturze centrum znajdowały się m.in. Szkoła Podchorążych Lotnictwa – grupa techniczna oraz Szkoła Podoficerów Lotnictwa dla Małoletnich. W grudniu 1936 na podstawie rozkazu Ministerstwa Spraw Wojskowych, Szkoła Podchorążych Lotnictwa - grupa techniczna została przeniesiona do Warszawy. 
W 1937 dotychczasowe centrum zostało przemianowane na Centrum Wyszkolenia Lotnictwa nr 2 i obejmowało m.in. Szkołę Podoficerów Lotnictwa dla Małoletnich wraz z Batalionem Szkolnym Lotnictwa w Świeciu, eskadrę treningową oraz Bazę Lotniczą „Bydgoszcz”. 1 lipca 1937 centrum zostało podporządkowane komendantowi Grupy Szkół Lotniczych w Warszawie. 
1 września 1938 z rozkazu Ministerstwa Spraw Wojskowych zlikwidowano Centrum Wyszkolenia Lotnictwa nr 2 w Bydgoszczy. Wiązało się to z organizacją wielkiego ośrodka szkolenia personelu lotniczego w południowej części kraju w obliczu zagrożenia Polski ze strony Niemiec.
W 1939 Baza Lotnicza „Bydgoszcz” została podporządkowana pod dowództwo 4. Pułku Lotniczego w Toruniu. W ramach Detaszowanego Dywizjonu Lotniczego uruchomiono także Wojskowy Ośrodek Spadochronowy w Bydgoszczy.
W centrum używano samoloty polskiej konstrukcji typu Bartel BM-4, Lublin R.XIII i R.XIV z wytwórni Plage i Laśkiewicz, PWS-12 z Podlaskiej Wytwórni Samolotów, a od 1935 RWD-8. Oprócz samolotów szkolnych i treningowych wykorzystywano też pojedyncze egzemplarze samolotów bojowych, np. PZL P.7, PZL P.11, a od 1937 samoloty liniowe PZL.23 Karaś.

## Obsada personalna
Komendanci centrum
- płk pil. Jerzy Borejsza (do 30 V 1929)
- mjr / ppłk pil. Tadeusz Prauss (IV 1929[3] – VI 1934 → dowódca 6 plot.[4])
- ppłk obs. inż. Czesław Filipowicz (VI 1934[4] – IV 1935 → dyspozycja szefa Dep. Aero. MSWojsk[5].)
- ppłk pil. inż. Franciszek Rudnicki (IV 1935[6] – 1937)
- mjr obs. Adam Zaleski (1937)

Dyrektorzy nauk
- mjr dypl. obs. Bolesław Kopyciński (do IV 1929 → szef sztabu 2 Grupy Aeronautycznej[7])
- kpt. Zygmunt Pistl (od IV 1929[8])
- mjr pil. Adolf Wiesiołowski (do 30 IX 1934 → stan spoczynku)
- ppłk inż. Franciszek Rudnicki (od XI 1934[9])

## Organizacja centrum
Organizacja w 1929
- Komenda CWPL
- Oddział portowy
- Szkoła Podoficerów Pilotów Lotnictwa (w 1933 przeniesiona do Grudziądza)
- Szkoła Podoficerów Mechaników Lotniczych
- Park lotniczy

Organizacja w 1933
- Komenda Centrum 
  - komendant – ppłk pil. Tadeusz Prauss
  - adiutant – por. pil. Stanisław Pietrasiewicz
  - dyrektor nauk – mjr pil. Adolf Wiesiołowski
- Komenda bazy
- Kwatermistrzostwo (kpt. obs. Jan Janiszewski)
- Oddział portowy (mjr pil. Jan Truczka)
- Kompania portowa (kpt. pil. Wacław Kornacki)
- Park lotniczy (kpt. pil. inż Aleksander Sipowicz)
- Szkoła Podoficerów Specjalistów Lotnictwa
  - komendant szkoły – ppłk pil. inż. Franciszek Rudnicki (do XII 1934 → dyrektor nauk)
  - 1. eskadra techniczna (kpt. pil. Alojzy Bażyński)
  - 2. eskadra techniczna (kpt. pil. obs. Wacław Wolski)
- Szkoła Podoficerów Lotnictwa dla Małoletnich
  - komendant szkoły (kpt. pil. Adam Zaleski)
  - 1. eskadra szkolna (por. pil. Brunon Mówka)
  - 2. eskadra szkolna (kpt. pil. Henryk Wituski)
  - 3. eskadra szkolna (kpt. obs. Tadeusz Dzierzgowski)
- Eskadra treningowa (kpt. pil. Stefan Micewski)
  - 10 brygada obsługi samolotów.

Organizacja w grudniu 1933
- Komenda Centrum
- Komenda Bazy
  - kwatermistrzostwo
  - oddział portowy
  - kompania portowa
  - park lotniczy
- Szkoła Podoficerów Specjalistów Lotnictwa
- Szkoła Podoficerów Lotnictwa dla Małoletnich
- Eskadra treningowa

Organizacja w 1934
- Komenda CWTL 
  - komendant	(ppłk obs. inż Czesław Filipowicz)
  - dyrektor nauk i dział nauk (ppłk pil. inż. Franciszek Rudnicki)
- Komenda Bazy
  - komendant Bazy (mjr pil. obs. Zenon Romanowski)
  - kwatermistrzostwo (p.o. por. pil. Stanisław Śledziejowski)
  - oddział portowy (dowódca p.o. kpt. pil. Wacław Kornacki)
  - kompania portowa	(dowódca por. pil. Tadeusz Sypniewski)
  - park lotniczy (komendant p.o. kpt. obs. Henryk Liebek)
- Szkoła Podchorążych Lotnictwa – grupa techniczna (mjr pil. Stefan Berezowski)
- Szkoła Podoficerów Lotnictwa dla Małoletnich (kpt. pil. Adam Zaleski)
  - 1. eskadra szkolna	(kpt. obs. Tadeusz Dzierzgowski)
  - 2. eskadra szkolna	(kpt. pil. Henryk Wituski)
  - 3. eskadra szkolna	(por. pil. Brunon Mówka)
- Eskadra treningowa (kpt. pil. Stefan Micewski)